# 음보 음펜자
음보 제롬 음펜자(Mbo Jerome Mpenza, 1976년 12월 4일 ~ )는 은퇴한 벨기에의 축구 선수로, 그의 동생 에밀 음펜자도 축구 선수이다. 그는 자이르 (현재의 콩고 민주 공화국) 킨샤사에서 태어나 가족과 함께 벨기에로 이주하였다.
그의 동생과 함께 스탕다르 리에주에서 활약하였으며, 그의 별명은 "몽시외를 웅 뷔 파르 마치(한 경기마다 한 골을 넣는 사나이)"로 알려졌다. 1997년 포르투갈의 스포르팅 CP에 입단하여 2000년 포르투갈 리가 우승을 차지하였다. 갈라타사라이 SK에서는 한번도 출장하지 못하여 벨기에로 돌아가고 말았다. RE 무스크론(2002년~2004년), RSC 안데를레흐트 (2004년~2008년)과 함께 두 번째로 일정한 경기를 가졌다.
2008년 7월 라리사 FC로 입단하였으나, 부상으로 인해 같은 해 12월 8일 은퇴하고 말았다. 그는 현재 벨기에 축구 국가대표팀의 스카우트로 일하고 있다.